# Norinco 1911
Norinco 1911 A1 je pistole, která patří do dlouhé řady kopií legendární pistole Colt 1911. Jde o jednočinnou samonabíjecí zbraň vyrobenou z velmi kvalitní vysokopevnostní oceli, ovšem její dílenské zpracování je spíše na průměrné úrovni. Vyrábí se ve verzi matné černé, stříbrné a také v kombinaci obou. Tato pistole je celoocelová a tak při každodenním nošení může její váha být překážkou. Tato palná zbraň má dlaňovou pojistku, která zajišťuje zbraň proti výstřelu pokud není držena v ruce.

## Základní údaje
- Ráže: .45 ACP
- Celková délka: 210 mm
- Délka hlavně: 127 mm
- Celková výška: 000 mm
- Celková šířka: cca 00 mm
- Kapacita zásobníku: 7+1 nábojů
- Hmotnost: 1100 g při prázdném zásobníku
- Rok výroby:
- Výrobce: China North Industries Group (NORINCO)
- Země původu: Čína